# 古小路重男
古小路 重男（こしょうじ しげお、1957年11月13日 - ）は、宮崎県出身の元騎手・調教助手。

## 来歴
1978年3月に栗東・夏村辰男厩舎からデビューし、同4日の阪神第5競走障害5歳300万下・オーゴンサム（11頭中5着）で初騎乗を果たすと、11日の阪神第1競走アラブ4歳以上オープン・ポットグリンで初勝利を挙げる。7月9日の中京では初の特別勝ちと初の1日2勝、11月25日・26日の京都では初の2日連続勝利を挙げるなど、1年目の同年から2桁勝利の14勝をマーク。
2年目の1979年には17勝、3年目の1980年には自己最多で唯一の20勝台となる29勝をマークし、1981年まで4年連続2桁勝利を記録。
1980年には山本正司厩舎のジョーアルバトロスに昆貢から乗り替わりで主戦騎手となり、中京障害ステークスで人馬共に重賞初勝利  を挙げたほか、馬主の上田けい子も重賞初勝利となった。続く阪神障害ステークス（秋）も制して 重賞を連勝し、1981年11月8日に第1回ジャパンカップ2週間前の前哨戦として行われた東京第9競走4歳以上オープンに出走した際も騎乗。この競走は招待外国馬が出走した日本初の国際競走で、後の富士ステークスの前身となる競走となったが、唯一の外国馬オウンオピニオン（インド）に大差を付けての6着に入った。
1981年にはセイユウ記念をユーショウマンナで制して平地重賞初勝利 を挙げ、兄弟子の武田悟・夏村洋一・小屋敷昭と共に師匠・夏村のリーディング獲得に貢献。
1982年にはタマトップで金杯（西）を制して3年連続重賞勝利 を挙げたが、9勝と5年連続2桁勝利には届かなかった。
1983年には秋の福島戦で7勝を挙げ、2年ぶりで最後の2桁勝利となる13勝をマーク。
1984年からはフリーとなったが、1986年には夏村厩舎に復帰し、夏村が死去した1989年には山内研二厩舎に移籍。
1985年秋の福島戦からは境直行厩舎のフレッシュボイスに騎乗し、10月6日の新馬では11頭中7番人気という評価であったが、不良馬場を逃げ切ってデビュー勝ちを挙げた。中1週での2戦目きんもくせい特別は6番人気であったが、境の指示で逃げから一転、後方からの追い込みを決めて連勝を果たす。福島3歳ステークス3着で3歳を終え、明け4歳となった1986年はシンザン記念から始動。中央場所と重賞は初参戦であったが、境からは終いを重視するように指示される。レースでは指示通りに9頭中8番手を確保して平均ペースを追走し、逃げ馬が垂れて後方待機の馬が台頭する展開となる中、フレッシュボイスも末脚を生かして進出。初めは、最後方待機から追い込む1番人気ファイブホマレに後れを取ったが、並びかけて横並びとし、2頭が先頭を争う叩き合いとなった。決勝線通過まで続いた叩き合いをクビ差制して重賞初勝利に導き、古小路は4年ぶりの重賞勝利 、境は開業3年目での重賞初勝利となった。
次走の毎日杯は障害騎乗中の落馬負傷で田原成貴に乗り替わり 、以後は田原の騎乗が引退直前まで続くことになったが、反対に古小路の騎乗は、シンザン記念が最後となった。
1987年にはホクトボーイ産駒ダイテンスパルタで阪神障害ステークス（春）を制し 、3月29日の阪神第8競走4歳以上400万下・タマトップエースが最後の平地勝利となった。
1990年には阪神障害ステークス（春）でシンチェスナッツに騎乗しパンフレットの3着に入り、東京障害特別（秋）では7頭中7番人気のシンクロトロンで制し3年ぶりの重賞勝利 を挙げる。
1991年には京都大障害（秋）でシービークロス産駒エーコークロスに騎乗し、メジロワース・ナムラモノノフを抑えて逃げ切る。
1993年には障害転向初戦のコガネタイフウで大差勝ちし 、1994年からは再びフリーとなり、1995年にはグレートリーフで京都大障害（秋）2勝目と5年ぶりの重賞勝利 を挙げる。
1996年には東京障害特別（春）でポレールを重賞初勝利に導き、阪神障害ステークス（春）ではナリタライジンでポレールに5馬身差付けて逃げ切る 。
1998年12月20日の阪神第5競走障害4歳以上勝利をテイエムモンスターで勝利したのが最後の騎乗となり、1999年2月28日付で現役を引退。
引退後は池添兼雄厩舎の調教助手を務め、メイショウベルーガ・メイショウヨウドウを担当 。

## 騎手成績
| 通算成績 | 1着 | 2着 | 3着 | 4着以下 | 出走回数 | 勝率 | 連対率 |
| -------- | --- | --- | --- | ------- | -------- | ---- | ------ |
| 平地     | 76  | 90  | 99  | 992     | 1257     | .060 | .132   |
| 障害     | 90  | 67  | 88  | 459     | 704      | .128 | .223   |
| 計       | 166 | 157 | 187 | 1451    | 1961     | .085 | .165   |

主な騎乗馬
- ジョーアルバトロス（1980年中京障害ステークス・阪神障害ステークス (秋)）
- ユーショウマンナ（1981年セイユウ記念）
- タマトップ（1982年金杯 (西)）
- フレッシュボイス（1986年シンザン記念）
- ダイテンスパルタ（1987年阪神障害ステークス (春)）
- シンクロトロン（1990年東京障害特別 (秋)）
- エーコークロス（1991年京都大障害 (秋)）
- グレートリーフ（1995年京都大障害 (秋)）
- ポレール（1996年東京障害特別 (春)）
- ナリタライジン（1996年阪神障害ステークス (春)）